# 屏边水锦树
屏边水锦树（学名：Wendlandia pingpienensis）为茜草科水锦树属下的一个种。